# Wu Guanzhong
Wu Guanzhong (chinois simplifié : 吴冠中 ; chinois traditionnel : 吳冠中 ; pinyin : wú guànzhōng) né le 29 août 1919 à Yixing et mort le 25 juin 2010 à Pékin est un peintre et un théoricien de l'art chinois. Il a travaillé à la modernisation de la peinture chinoise.

## Biographie

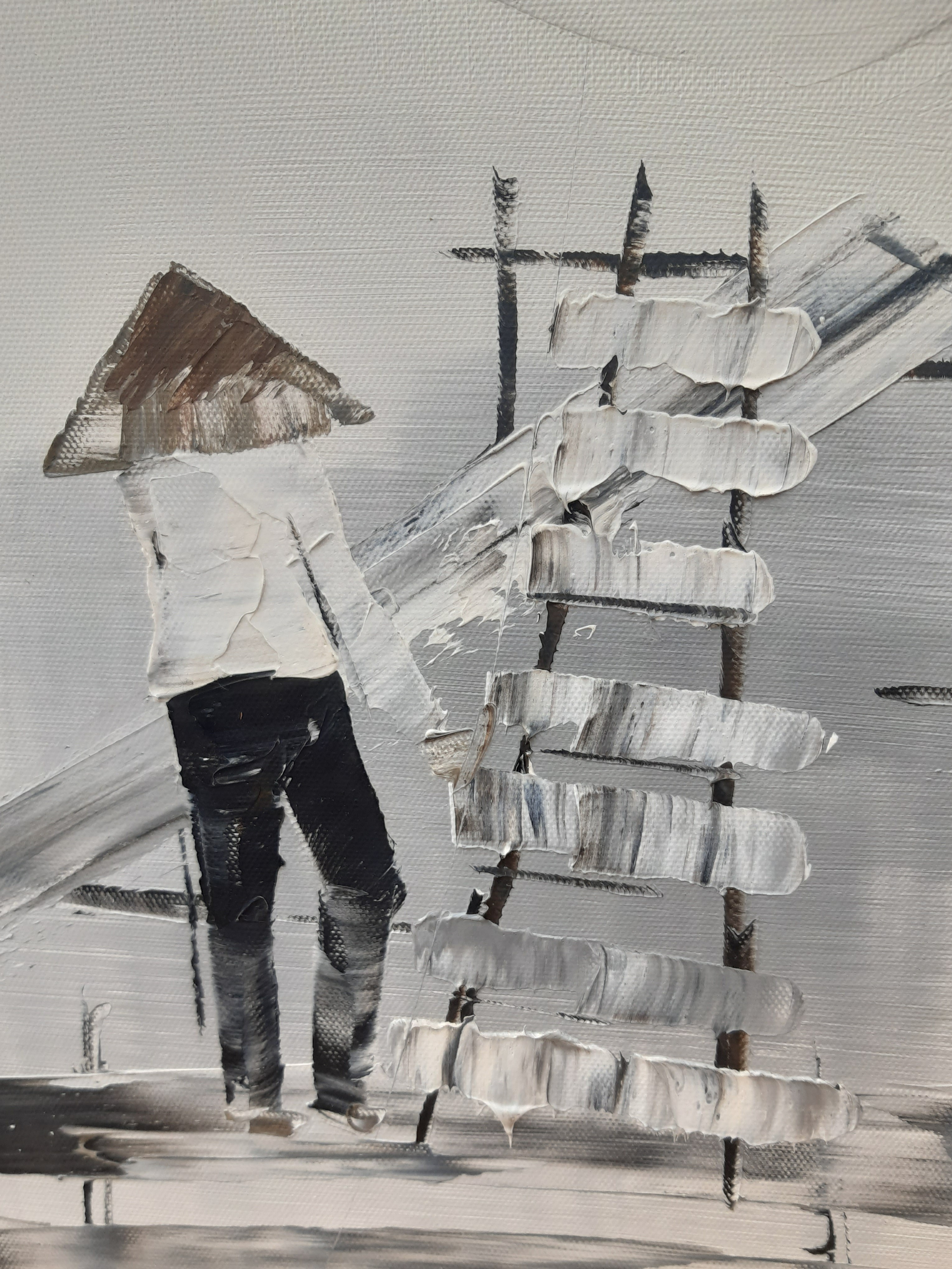
工作的人 (Man at Work), huile sur toile.

Wu Guanzhong rencontre Chu Teh-Chun lors de son service militaire, les deux artistes peintres y deviennent amis.
Artiste très en vue de la fin du XXe siècle, Wu Guanzhong est l’un des peintres chinois qui bénéficie d’une audience internationale.
En 1991, le ministre de la Culture Jack Lang le promeut officier des Arts et des Lettres. En 1992, le British Museum à Londres présente, pour la première fois, une rétrospective du peintre de son vivant. Sa première exposition en France a lieu à Paris au musée Cernuschi en 1993.
Son travail est le fruit de deux influences : celle de sa propre culture, issue en particulier de l’art lettré, et celle de l’impressionnisme, qu’il a notamment découvert en France. Faisant preuve d’une maîtrise exceptionnelle dans les domaines de la peinture à l'huile, des lavis, des aquarelles et des croquis, Wu Guanzhong aborde ses œuvres sous un angle moderne tout en conservant l’influence de l’esthétique chinoise, fondatrice de sa propre culture.

## Modernisation de la peinture chinoise
Ses idées sur la modernisation de la peinture chinoise, traitées et publiées dans les magazines d’art, notamment au sujet du Bi Mo (笔墨 / 筆墨, bǐmò, « pinceau et encre »), ont suscité de nombreux débats entre artistes et critiques d’art chinois. L'article publié dans la revue Meishu (美术 / 美術, měishù, « Beaux-arts ») a eu, dès sa parution en 1979, un impact considérable car il portait sur des valeurs formelles alors que celles-ci avaient été condamnées pendant la révolution culturelle.
En 1978, de nombreux intellectuels victimes de la révolution culturelle sont réhabilités. L'année 1979 sert aujourd'hui, pour de nombreux analystes et historiens d'art, de point de départ à l'art contemporain chinois. La position novatrice à ce moment-là de Wu Guanzhong fut pour beaucoup dans cette inversion de tendance.

## Cote
De nombreuses ventes aux enchères de ses peintures ont atteint des records (37 millions de yuan ou 3,5 millions d'euros en mai 2007 pour Ville ancienne de Jiahoe[réf. nécessaire]), marquant l’histoire du marché de l’art. 

## Publications
- (en + zh) Wu Guanzhong, Wu Guanzhong's personal selection of paintings, Beijing (Chine), The Oriental Press, 1992, 222 p. (ISBN 7-5060-0272-8).